# Belize City

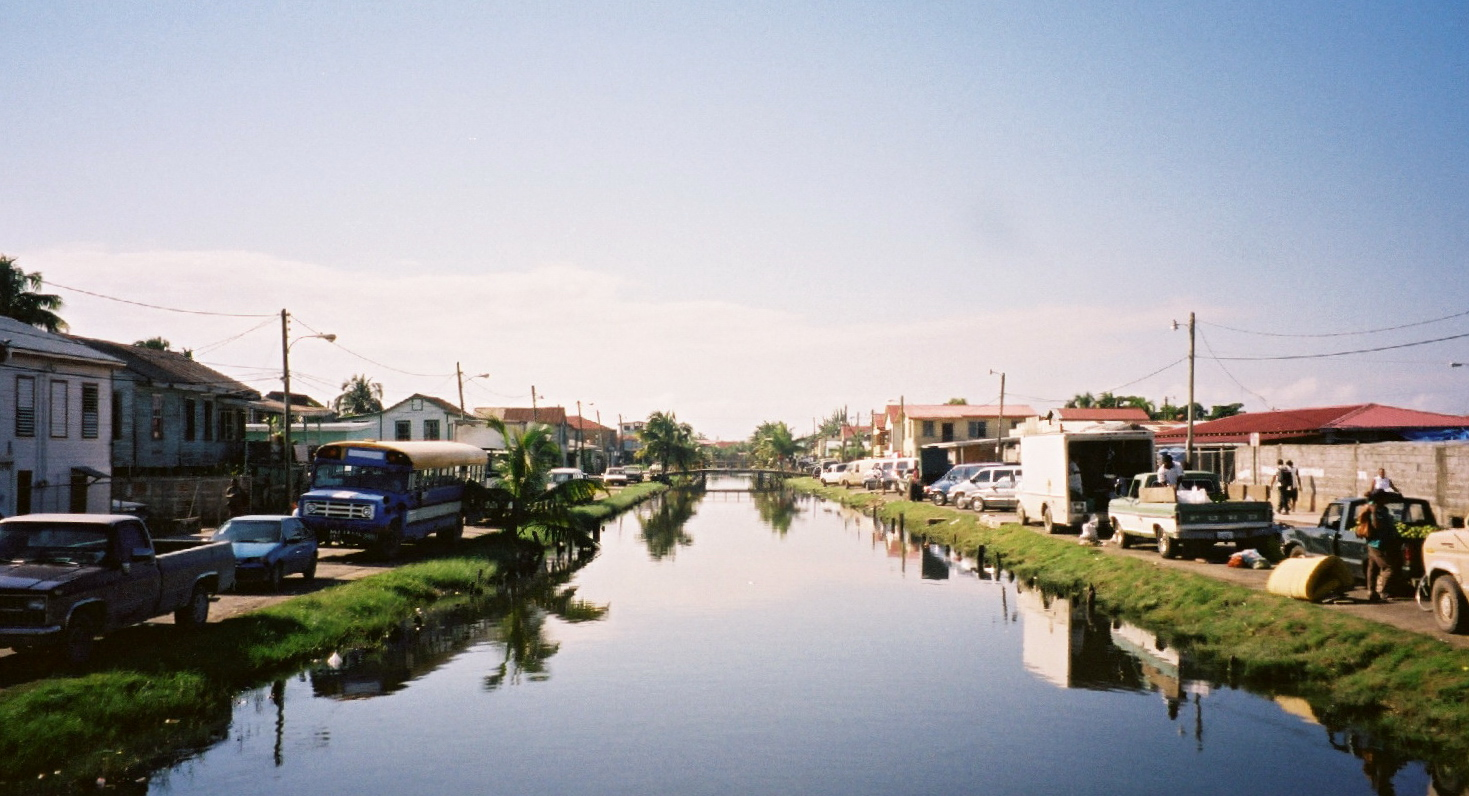
Kanal i Belize City.

Belize City är med sina lite mer än 50 000 invånare den största staden i Belize och tillika dess ekonomiska centrum. Staden var huvudstad i landet fram till 1970 då administrationen flyttade till Belmopan. Staden är dock fortfarande huvudstad i distriktet Belize. Staden grundlades under 1700-talet av engelsmän som kom för att avverka regnskog, bland annat mahogny och ziricote (Cordia dodecandra), ett trädslag som är endemiskt för landet. Området, som skyddas av det största korallrevet i Karibien, var även tillhåll för pirater (till exempel Svartskägg) som anföll spanska guldtransporter.